# Toiny (Saint-Barthélemy)
Toiny est un quartier de Saint-Barthélemy dans les Caraïbes. Il est situé dans la partie sud-est de l'île entre Grand Fond, Devet et Petit Cul-de-Sac.

L'anse de Toiny
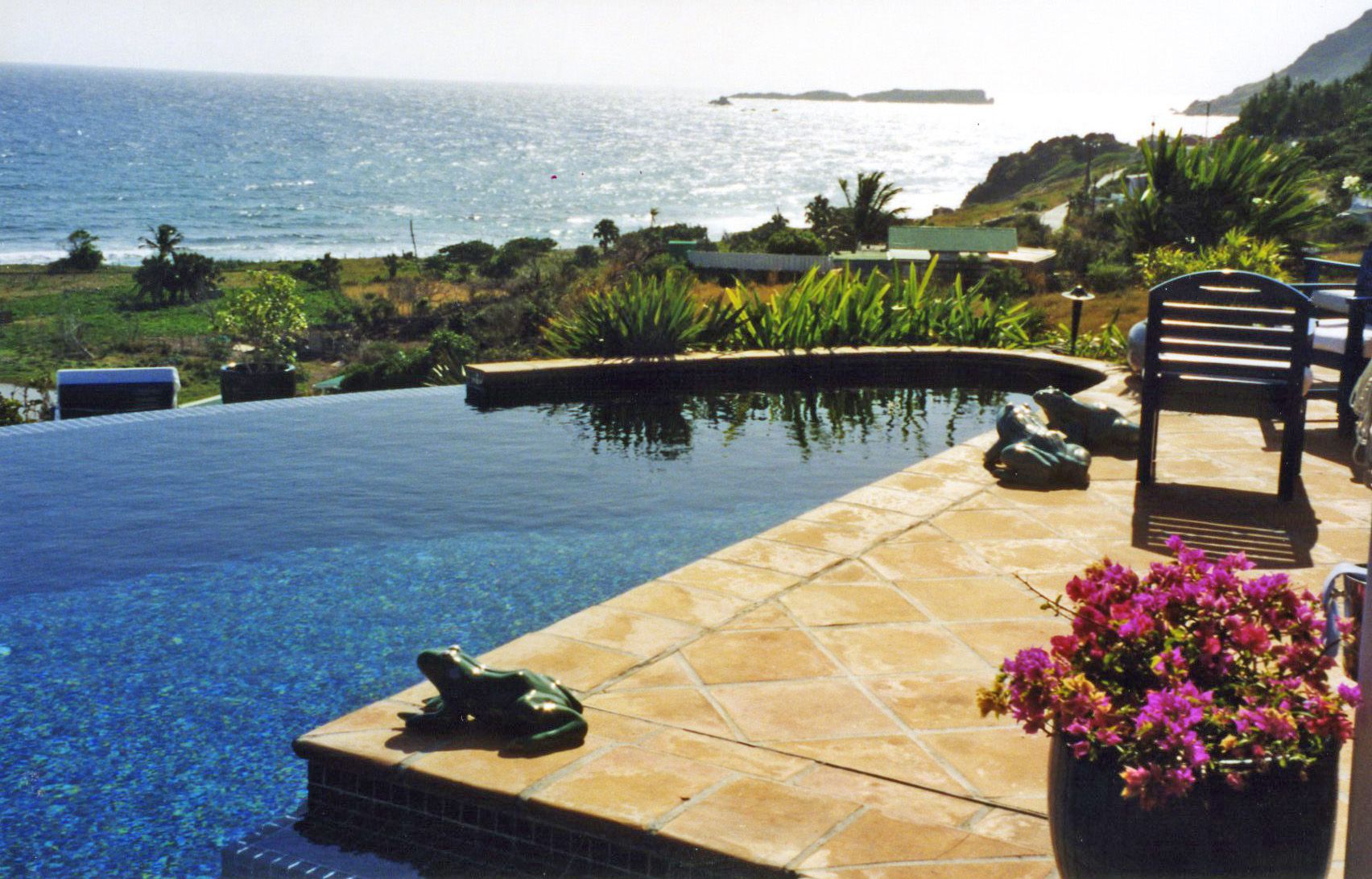
L'anse de Toiny vue depuis le restaurant The Relais Château Gaiac.
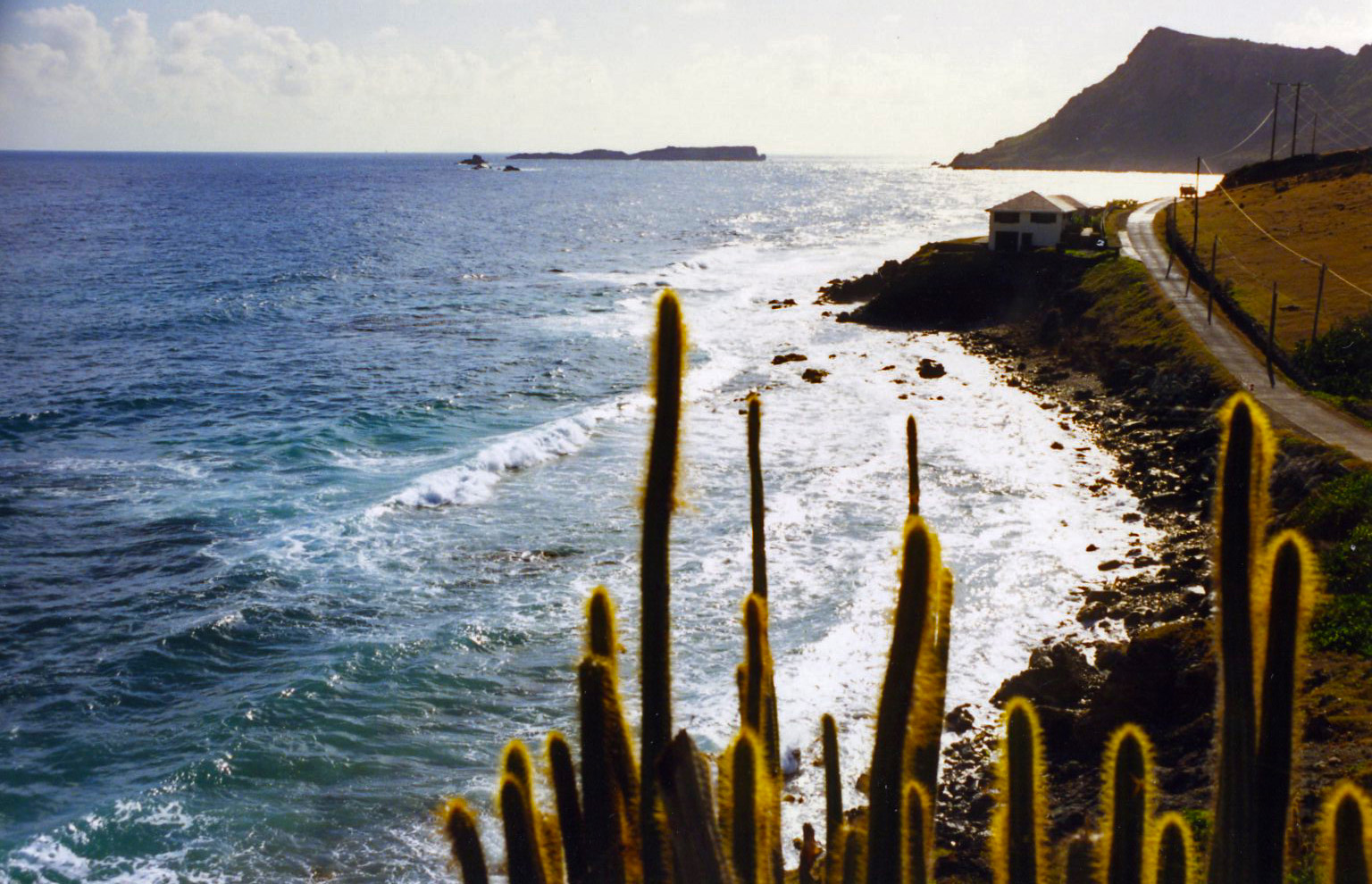
L'anse de Toiny vue depuis la terrasse de la maison de Rudolf Noureev.